# Io ambondrombeensis
Io ambondrombeensis là một loài thực vật có hoa trong họ Cúc. Loài này được (Humbert) B.Nord. mô tả khoa học đầu tiên năm 2003.